# Saltuarius
Saltuarius es un género de gecos de la familia Carphodactylidae. Es endémico de Australia.
Son lagartos de piel con un aspecto áspero, de color rojo, gris o negro, con patrones más o menos regulares. La cola es ancha y plana.

## Especies
Se reconocen las siguientes siete especies:
- Saltuarius cornutus (Ogilby, 1892).
- Saltuarius eximius[3] Hoskin & Couper, 2013.
- Saltuarius kateae Couper, Sadlier, Shea & Worthington Wilmer, 2008.
- Saltuarius moritzi Couper, Sadlier, Shea & Worthington Wilmer, 2008.
- Saltuarius salebrosus (Covacevich, 1975).
- Saltuarius swaini (Wells & Wellington, 1985).
- Saltuarius wyberba Couper, Schneider & Covacevich, 1997.